# 1998年のワールドシリーズ
1998年の野球において、メジャーリーグベースボール（MLB）優勝決定戦の第94回ワールドシリーズ（英語: 94th World Series）は、10月17日から21日にかけて計4試合が開催された。その結果、ニューヨーク・ヤンキース（アメリカンリーグ）がサンディエゴ・パドレス（ナショナルリーグ）を4勝0敗で下し、2年ぶり24回目の優勝を果たした。
両チームの対戦はシリーズ史上初めてであり、1997年から始まったレギュラーシーズン中のインターリーグでもまだ組まれたことがなかった。レギュラーシーズンで全球団最高勝率を記録した球団がシリーズを制するのは、1989年のオークランド・アスレチックス以来9年ぶりである。ヤンキースの優勝回数は北米4大プロスポーツリーグ史上、アイスホッケー・NHLのモントリオール・カナディアンズを抜き、単独最多となった。シリーズMVPには、第3戦の8回表に逆転・決勝の3点本塁打を放つなど、4試合で打率.471・2本塁打・6打点・OPS 1.294という成績を残したヤンキースのスコット・ブロシアスが選出された。またヤンキースでは、投手の伊良部秀輝が日本人選手として史上初めてワールドシリーズのロースターに入ったが、登板機会はないまま終わった。
パドレスの本拠地球場クアルコム・スタジアムでは、野球だけでなくアメリカンフットボールも行われていた。この年の1月には、NFLの第32回スーパーボウルが開催されている。同じ年にスーパーボウルとワールドシリーズの両方で開催地となった競技場は、クアルコム・スタジアムが初めてである。

## 試合結果
1998年のワールドシリーズは10月17日に開幕し、途中に移動日を挟んで5日間で4試合が行われた。日程・結果は以下の通り。
| 日付                                                     | 試合  | ビジター球団（先攻）     | スコア | ホーム球団（後攻）       | 開催球場               | 開催球場                                   |
| -------------------------------------------------------- | ----- | ------------------------ | ------ | ------------------------ | ---------------------- | ------------------------------------------ |
| 10月17日（土）                                           | 第1戦 | サンディエゴ・パドレス   | 6－9   | ニューヨーク・ヤンキース | ヤンキー・スタジアム   | ヤンキー・スタジアムクアルコム・スタジアム |
| 10月18日（日）                                           | 第2戦 | サンディエゴ・パドレス   | 3－9   | ニューヨーク・ヤンキース | ヤンキー・スタジアム   | ヤンキー・スタジアムクアルコム・スタジアム |
| 10月19日（月）                                           |       | 移動日                   | 移動日 | 移動日                   |                        | ヤンキー・スタジアムクアルコム・スタジアム |
| 10月20日（火）                                           | 第3戦 | ニューヨーク・ヤンキース | 5－4   | サンディエゴ・パドレス   | クアルコム・スタジアム | ヤンキー・スタジアムクアルコム・スタジアム |
| 10月21日（水）                                           | 第4戦 | ニューヨーク・ヤンキース | 3－0   | サンディエゴ・パドレス   | クアルコム・スタジアム | ヤンキー・スタジアムクアルコム・スタジアム |
| 優勝：ニューヨーク・ヤンキース（4勝0敗 / 2年ぶり24度目） |       |                          |        |                          |                        | ヤンキー・スタジアムクアルコム・スタジアム |

### 第1戦 10月17日
- ヤンキー・スタジアム（ニューヨーク州ニューヨーク市ブロンクス区）

|                          | 1 | 2 | 3 | 4 | 5 | 6 | 7 | 8 | 9 | R | H | E |
| ------------------------ | - | - | - | - | - | - | - | - | - | - | - | - |
| サンディエゴ・パドレス   | 0 | 0 | 2 | 0 | 3 | 0 | 0 | 1 | 0 | 6 | 8 | 1 |
| ニューヨーク・ヤンキース | 0 | 2 | 0 | 0 | 0 | 0 | 7 | 0 | X | 9 | 9 | 1 |

1. 勝利：デビッド・ウェルズ（1勝）
2. セーブ：マリアノ・リベラ（1S）
3. 敗戦：ドン・ウォール（1敗）
4. 本塁打
SD：グレッグ・ボーン1号2ラン・2号ソロ、トニー・グウィン1号2ラン
NYY：チャック・ノブロック1号3ラン、ティノ・マルティネス1号満塁
5. 審判
［球審］リッチ・ガルシア（AL）
［塁審］一塁: マーク・ハーシュベック（NL）、二塁: デイル・スコット（AL）、三塁: デイナ・デムス（NL）
［外審］左翼: ティム・チダ（AL）、右翼: ジェリー・クロフォード（NL）
6. 試合開始時刻: 東部夏時間（UTC-4）午後8時00分  試合時間: 3時間29分  観客: 5万6712人  気温: 54°F（12.2°C）
詳細: MLB.com Gameday / Baseball-Reference.com

| サンディエゴ・パドレス | サンディエゴ・パドレス | サンディエゴ・パドレス | サンディエゴ・パドレス | サンディエゴ・パドレス                                                                                               | ニューヨーク・ヤンキース | ニューヨーク・ヤンキース | ニューヨーク・ヤンキース | ニューヨーク・ヤンキース | ニューヨーク・ヤンキース                                                                                                  |
| ---------------------- | ---------------------- | ---------------------- | ---------------------- | --- | ------------------------ | ------------------------ | ------------------------ | ------------------------ | --- |
| 打順                   | 守備                   | 選手                   | 打席                   | K・ブラウンC・ヘルナンデスW・ジョイナーQ・ベラスK・カミニティC・ゴメスG・ボーンS・フィンリーT・グウィンJ・レイリッツ | 打順                     | 守備                     | 選手                     | 打席                     | D・ウェルズJ・ポサダT・マルティ · ネスC・ノブロックS・ブロシアスD・ジーターR・レディB・ウィリアムスP・オニールC・デービス |
| 1                      | 二                     | Q・ベラス              | 両                     | K・ブラウンC・ヘルナンデスW・ジョイナーQ・ベラスK・カミニティC・ゴメスG・ボーンS・フィンリーT・グウィンJ・レイリッツ | 1                        | 二                       | C・ノブロック            | 右                       | D・ウェルズJ・ポサダT・マルティ · ネスC・ノブロックS・ブロシアスD・ジーターR・レディB・ウィリアムスP・オニールC・デービス |
| 2                      | 右                     | T・グウィン            | 左                     | K・ブラウンC・ヘルナンデスW・ジョイナーQ・ベラスK・カミニティC・ゴメスG・ボーンS・フィンリーT・グウィンJ・レイリッツ | 2                        | 遊                       | D・ジーター              | 右                       | D・ウェルズJ・ポサダT・マルティ · ネスC・ノブロックS・ブロシアスD・ジーターR・レディB・ウィリアムスP・オニールC・デービス |
| 3                      | 左                     | G・ボーン              | 右                     | K・ブラウンC・ヘルナンデスW・ジョイナーQ・ベラスK・カミニティC・ゴメスG・ボーンS・フィンリーT・グウィンJ・レイリッツ | 3                        | 右                       | P・オニール              | 左                       | D・ウェルズJ・ポサダT・マルティ · ネスC・ノブロックS・ブロシアスD・ジーターR・レディB・ウィリアムスP・オニールC・デービス |
| 4                      | 三                     | K・カミニティ          | 両                     | K・ブラウンC・ヘルナンデスW・ジョイナーQ・ベラスK・カミニティC・ゴメスG・ボーンS・フィンリーT・グウィンJ・レイリッツ | 4                        | 中                       | B・ウィリアムス          | 両                       | D・ウェルズJ・ポサダT・マルティ · ネスC・ノブロックS・ブロシアスD・ジーターR・レディB・ウィリアムスP・オニールC・デービス |
| 5                      | DH                     | J・レイリッツ          | 右                     | K・ブラウンC・ヘルナンデスW・ジョイナーQ・ベラスK・カミニティC・ゴメスG・ボーンS・フィンリーT・グウィンJ・レイリッツ | 5                        | DH                       | C・デービス              | 両                       | D・ウェルズJ・ポサダT・マルティ · ネスC・ノブロックS・ブロシアスD・ジーターR・レディB・ウィリアムスP・オニールC・デービス |
| 6                      | 一                     | W・ジョイナー          | 左                     | K・ブラウンC・ヘルナンデスW・ジョイナーQ・ベラスK・カミニティC・ゴメスG・ボーンS・フィンリーT・グウィンJ・レイリッツ | 6                        | 一                       | T・マルティネス          | 左                       | D・ウェルズJ・ポサダT・マルティ · ネスC・ノブロックS・ブロシアスD・ジーターR・レディB・ウィリアムスP・オニールC・デービス |
| 7                      | 中                     | S・フィンリー          | 左                     | K・ブラウンC・ヘルナンデスW・ジョイナーQ・ベラスK・カミニティC・ゴメスG・ボーンS・フィンリーT・グウィンJ・レイリッツ | 7                        | 三                       | S・ブロシアス            | 右                       | D・ウェルズJ・ポサダT・マルティ · ネスC・ノブロックS・ブロシアスD・ジーターR・レディB・ウィリアムスP・オニールC・デービス |
| 8                      | 捕                     | C・ヘルナンデス        | 右                     | K・ブラウンC・ヘルナンデスW・ジョイナーQ・ベラスK・カミニティC・ゴメスG・ボーンS・フィンリーT・グウィンJ・レイリッツ | 8                        | 捕                       | J・ポサダ                | 両                       | D・ウェルズJ・ポサダT・マルティ · ネスC・ノブロックS・ブロシアスD・ジーターR・レディB・ウィリアムスP・オニールC・デービス |
| 9                      | 遊                     | C・ゴメス              | 右                     | K・ブラウンC・ヘルナンデスW・ジョイナーQ・ベラスK・カミニティC・ゴメスG・ボーンS・フィンリーT・グウィンJ・レイリッツ | 9                        | 左                       | R・レディ                | 左                       | D・ウェルズJ・ポサダT・マルティ · ネスC・ノブロックS・ブロシアスD・ジーターR・レディB・ウィリアムスP・オニールC・デービス |
| 先発投手               | 先発投手               | 先発投手               | 投球                   | K・ブラウンC・ヘルナンデスW・ジョイナーQ・ベラスK・カミニティC・ゴメスG・ボーンS・フィンリーT・グウィンJ・レイリッツ | 先発投手                 | 先発投手                 | 先発投手                 | 投球                     | D・ウェルズJ・ポサダT・マルティ · ネスC・ノブロックS・ブロシアスD・ジーターR・レディB・ウィリアムスP・オニールC・デービス |
| K・ブラウン            | K・ブラウン            | K・ブラウン            | 右                     | K・ブラウンC・ヘルナンデスW・ジョイナーQ・ベラスK・カミニティC・ゴメスG・ボーンS・フィンリーT・グウィンJ・レイリッツ | D・ウェルズ              | D・ウェルズ              | D・ウェルズ              | 左                       | D・ウェルズJ・ポサダT・マルティ · ネスC・ノブロックS・ブロシアスD・ジーターR・レディB・ウィリアムスP・オニールC・デービス |

### 第2戦 10月18日
- ヤンキー・スタジアム（ニューヨーク州ニューヨーク市ブロンクス区）

|                          | 1 | 2 | 3 | 4 | 5 | 6 | 7 | 8 | 9 | R | H  | E |
| ------------------------ | - | - | - | - | - | - | - | - | - | - | -- | - |
| サンディエゴ・パドレス   | 0 | 0 | 0 | 0 | 1 | 0 | 0 | 2 | 0 | 3 | 10 | 1 |
| ニューヨーク・ヤンキース | 3 | 3 | 1 | 0 | 2 | 0 | 0 | 0 | X | 9 | 16 | 0 |

1. 勝利：オーランド・ヘルナンデス（1勝）
2. 敗戦：アンディ・アシュビー（1敗）
3. 本塁打
NYY：バーニー・ウィリアムス1号2ラン、ホルヘ・ポサダ1号2ラン
4. 審判
［球審］マーク・ハーシュベック（NL）
［塁審］一塁: デイル・スコット（AL）、二塁: デイナ・デムス（NL）、三塁: ティム・チダ（AL）
［外審］左翼: ジェリー・クロフォード（NL）、右翼: リッチ・ガルシア（AL）
5. 試合開始時刻: 東部夏時間（UTC-4）午後7時55分  試合時間: 3時間31分  観客: 5万6692人  気温: 69°F（20.6°C）
詳細: MLB.com Gameday / Baseball-Reference.com

| サンディエゴ・パドレス | サンディエゴ・パドレス | サンディエゴ・パドレス | サンディエゴ・パドレス | サンディエゴ・パドレス | ニューヨーク・ヤンキース | ニューヨーク・ヤンキース | ニューヨーク・ヤンキース | ニューヨーク・ヤンキース | ニューヨーク・ヤンキース |
| ---------------------- | ---------------------- | ---------------------- | ---------------------- | --- | ------------------------ | ------------------------ | ------------------------ | ------------------------ | --- |
| 打順                   | 守備                   | 選手                   | 打席                   | A・アシュビーG・マイヤーズW・ジョイナーQ・ベラスK・カミニティC・ゴメスJ・バンダー · ウォールS・フィンリーT・グウィンG・ボーン | 打順                     | 守備                     | 選手                     | 打席                     | O・ヘルナンデスJ・ポサダT・マルティ · ネスC・ノブロックS・ブロシアスD・ジーターR・レディB・ウィリアムスP・オニールC・デービス |
| 1                      | 二                     | Q・ベラス              | 両                     | A・アシュビーG・マイヤーズW・ジョイナーQ・ベラスK・カミニティC・ゴメスJ・バンダー · ウォールS・フィンリーT・グウィンG・ボーン | 1                        | 二                       | C・ノブロック            | 右                       | O・ヘルナンデスJ・ポサダT・マルティ · ネスC・ノブロックS・ブロシアスD・ジーターR・レディB・ウィリアムスP・オニールC・デービス |
| 2                      | 右                     | T・グウィン            | 左                     | A・アシュビーG・マイヤーズW・ジョイナーQ・ベラスK・カミニティC・ゴメスJ・バンダー · ウォールS・フィンリーT・グウィンG・ボーン | 2                        | 遊                       | D・ジーター              | 右                       | O・ヘルナンデスJ・ポサダT・マルティ · ネスC・ノブロックS・ブロシアスD・ジーターR・レディB・ウィリアムスP・オニールC・デービス |
| 3                      | DH                     | G・ボーン              | 右                     | A・アシュビーG・マイヤーズW・ジョイナーQ・ベラスK・カミニティC・ゴメスJ・バンダー · ウォールS・フィンリーT・グウィンG・ボーン | 3                        | 右                       | P・オニール              | 左                       | O・ヘルナンデスJ・ポサダT・マルティ · ネスC・ノブロックS・ブロシアスD・ジーターR・レディB・ウィリアムスP・オニールC・デービス |
| 4                      | 三                     | K・カミニティ          | 両                     | A・アシュビーG・マイヤーズW・ジョイナーQ・ベラスK・カミニティC・ゴメスJ・バンダー · ウォールS・フィンリーT・グウィンG・ボーン | 4                        | 中                       | B・ウィリアムス          | 両                       | O・ヘルナンデスJ・ポサダT・マルティ · ネスC・ノブロックS・ブロシアスD・ジーターR・レディB・ウィリアムスP・オニールC・デービス |
| 5                      | 一                     | W・ジョイナー          | 左                     | A・アシュビーG・マイヤーズW・ジョイナーQ・ベラスK・カミニティC・ゴメスJ・バンダー · ウォールS・フィンリーT・グウィンG・ボーン | 5                        | DH                       | C・デービス              | 両                       | O・ヘルナンデスJ・ポサダT・マルティ · ネスC・ノブロックS・ブロシアスD・ジーターR・レディB・ウィリアムスP・オニールC・デービス |
| 6                      | 中                     | S・フィンリー          | 左                     | A・アシュビーG・マイヤーズW・ジョイナーQ・ベラスK・カミニティC・ゴメスJ・バンダー · ウォールS・フィンリーT・グウィンG・ボーン | 6                        | 一                       | T・マルティネス          | 左                       | O・ヘルナンデスJ・ポサダT・マルティ · ネスC・ノブロックS・ブロシアスD・ジーターR・レディB・ウィリアムスP・オニールC・デービス |
| 7                      | 左                     | J・バンダーウォール    | 左                     | A・アシュビーG・マイヤーズW・ジョイナーQ・ベラスK・カミニティC・ゴメスJ・バンダー · ウォールS・フィンリーT・グウィンG・ボーン | 7                        | 三                       | S・ブロシアス            | 右                       | O・ヘルナンデスJ・ポサダT・マルティ · ネスC・ノブロックS・ブロシアスD・ジーターR・レディB・ウィリアムスP・オニールC・デービス |
| 8                      | 捕                     | G・マイヤーズ          | 左                     | A・アシュビーG・マイヤーズW・ジョイナーQ・ベラスK・カミニティC・ゴメスJ・バンダー · ウォールS・フィンリーT・グウィンG・ボーン | 8                        | 捕                       | J・ポサダ                | 両                       | O・ヘルナンデスJ・ポサダT・マルティ · ネスC・ノブロックS・ブロシアスD・ジーターR・レディB・ウィリアムスP・オニールC・デービス |
| 9                      | 遊                     | C・ゴメス              | 右                     | A・アシュビーG・マイヤーズW・ジョイナーQ・ベラスK・カミニティC・ゴメスJ・バンダー · ウォールS・フィンリーT・グウィンG・ボーン | 9                        | 左                       | R・レディ                | 左                       | O・ヘルナンデスJ・ポサダT・マルティ · ネスC・ノブロックS・ブロシアスD・ジーターR・レディB・ウィリアムスP・オニールC・デービス |
| 先発投手               | 先発投手               | 先発投手               | 投球                   | A・アシュビーG・マイヤーズW・ジョイナーQ・ベラスK・カミニティC・ゴメスJ・バンダー · ウォールS・フィンリーT・グウィンG・ボーン | 先発投手                 | 先発投手                 | 先発投手                 | 投球                     | O・ヘルナンデスJ・ポサダT・マルティ · ネスC・ノブロックS・ブロシアスD・ジーターR・レディB・ウィリアムスP・オニールC・デービス |
| A・アシュビー          | A・アシュビー          | A・アシュビー          | 右                     | A・アシュビーG・マイヤーズW・ジョイナーQ・ベラスK・カミニティC・ゴメスJ・バンダー · ウォールS・フィンリーT・グウィンG・ボーン | O・ヘルナンデス          | O・ヘルナンデス          | O・ヘルナンデス          | 右                       | O・ヘルナンデスJ・ポサダT・マルティ · ネスC・ノブロックS・ブロシアスD・ジーターR・レディB・ウィリアムスP・オニールC・デービス |

### 第3戦 10月20日
- クアルコム・スタジアム（カリフォルニア州サンディエゴ）

|                          | 1 | 2 | 3 | 4 | 5 | 6 | 7 | 8 | 9 | R | H | E |
| ------------------------ | - | - | - | - | - | - | - | - | - | - | - | - |
| ニューヨーク・ヤンキース | 0 | 0 | 0 | 0 | 0 | 0 | 2 | 3 | 0 | 5 | 9 | 1 |
| サンディエゴ・パドレス   | 0 | 0 | 0 | 0 | 0 | 3 | 0 | 1 | 0 | 4 | 7 | 1 |

1. 勝利：ラミロ・メンドーサ（1勝）
2. セーブ：マリアノ・リベラ（2S）
3. 敗戦：トレバー・ホフマン（1敗）
4. 本塁打
NYY：スコット・ブロシアス1号ソロ・2号3ラン
5. 審判
［球審］デイル・スコット（AL）
［塁審］一塁: デイナ・デムス（NL）、二塁: ティム・チダ（AL）、三塁: ジェリー・クロフォード（NL）
［外審］左翼: マーク・ハーシュベック（NL）、右翼: リッチ・ガルシア（AL）
6. 試合開始時刻: 太平洋夏時間（UTC-7）午後5時20分  試合時間: 3時間14分  観客: 6万4667人  気温: 72°F（22.2°C）
詳細: MLB.com Gameday / Baseball-Reference.com

| ニューヨーク・ヤンキース | ニューヨーク・ヤンキース | ニューヨーク・ヤンキース | ニューヨーク・ヤンキース | ニューヨーク・ヤンキース | サンディエゴ・パドレス | サンディエゴ・パドレス | サンディエゴ・パドレス | サンディエゴ・パドレス | サンディエゴ・パドレス                                                                                            |
| ------------------------ | ------------------------ | ------------------------ | ------------------------ | --- | ---------------------- | ---------------------- | ---------------------- | ---------------------- | --- |
| 打順                     | 守備                     | 選手                     | 打席                     | D・コーンJ・ジラルディT・マルティ · ネスC・ノブロックS・ブロシアスD・ジーターS・スペンサーB・ウィリアムスP・オニール（なし） | 打順                   | 守備                   | 選手                   | 打席                   | S・ヒッチコックJ・レイリッツW・ジョイナーQ・ベラスK・カミニティC・ゴメスG・ボーンS・フィンリーT・グウィン（なし） |
| 1                        | 二                       | C・ノブロック            | 右                       | D・コーンJ・ジラルディT・マルティ · ネスC・ノブロックS・ブロシアスD・ジーターS・スペンサーB・ウィリアムスP・オニール（なし） | 1                      | 二                     | Q・ベラス              | 両                     | S・ヒッチコックJ・レイリッツW・ジョイナーQ・ベラスK・カミニティC・ゴメスG・ボーンS・フィンリーT・グウィン（なし） |
| 2                        | 遊                       | D・ジーター              | 右                       | D・コーンJ・ジラルディT・マルティ · ネスC・ノブロックS・ブロシアスD・ジーターS・スペンサーB・ウィリアムスP・オニール（なし） | 2                      | 右                     | T・グウィン            | 左                     | S・ヒッチコックJ・レイリッツW・ジョイナーQ・ベラスK・カミニティC・ゴメスG・ボーンS・フィンリーT・グウィン（なし） |
| 3                        | 右                       | P・オニール              | 左                       | D・コーンJ・ジラルディT・マルティ · ネスC・ノブロックS・ブロシアスD・ジーターS・スペンサーB・ウィリアムスP・オニール（なし） | 3                      | 左                     | G・ボーン              | 右                     | S・ヒッチコックJ・レイリッツW・ジョイナーQ・ベラスK・カミニティC・ゴメスG・ボーンS・フィンリーT・グウィン（なし） |
| 4                        | 中                       | B・ウィリアムス          | 両                       | D・コーンJ・ジラルディT・マルティ · ネスC・ノブロックS・ブロシアスD・ジーターS・スペンサーB・ウィリアムスP・オニール（なし） | 4                      | 三                     | K・カミニティ          | 両                     | S・ヒッチコックJ・レイリッツW・ジョイナーQ・ベラスK・カミニティC・ゴメスG・ボーンS・フィンリーT・グウィン（なし） |
| 5                        | 一                       | T・マルティネス          | 左                       | D・コーンJ・ジラルディT・マルティ · ネスC・ノブロックS・ブロシアスD・ジーターS・スペンサーB・ウィリアムスP・オニール（なし） | 5                      | 一                     | W・ジョイナー          | 左                     | S・ヒッチコックJ・レイリッツW・ジョイナーQ・ベラスK・カミニティC・ゴメスG・ボーンS・フィンリーT・グウィン（なし） |
| 6                        | 三                       | S・ブロシアス            | 右                       | D・コーンJ・ジラルディT・マルティ · ネスC・ノブロックS・ブロシアスD・ジーターS・スペンサーB・ウィリアムスP・オニール（なし） | 6                      | 中                     | S・フィンリー          | 左                     | S・ヒッチコックJ・レイリッツW・ジョイナーQ・ベラスK・カミニティC・ゴメスG・ボーンS・フィンリーT・グウィン（なし） |
| 7                        | 左                       | S・スペンサー            | 右                       | D・コーンJ・ジラルディT・マルティ · ネスC・ノブロックS・ブロシアスD・ジーターS・スペンサーB・ウィリアムスP・オニール（なし） | 7                      | 捕                     | J・レイリッツ          | 右                     | S・ヒッチコックJ・レイリッツW・ジョイナーQ・ベラスK・カミニティC・ゴメスG・ボーンS・フィンリーT・グウィン（なし） |
| 8                        | 捕                       | J・ジラルディ            | 右                       | D・コーンJ・ジラルディT・マルティ · ネスC・ノブロックS・ブロシアスD・ジーターS・スペンサーB・ウィリアムスP・オニール（なし） | 8                      | 遊                     | C・ゴメス              | 右                     | S・ヒッチコックJ・レイリッツW・ジョイナーQ・ベラスK・カミニティC・ゴメスG・ボーンS・フィンリーT・グウィン（なし） |
| 9                        | 投                       | D・コーン                | 左                       | D・コーンJ・ジラルディT・マルティ · ネスC・ノブロックS・ブロシアスD・ジーターS・スペンサーB・ウィリアムスP・オニール（なし） | 9                      | 投                     | S・ヒッチコック        | 左                     | S・ヒッチコックJ・レイリッツW・ジョイナーQ・ベラスK・カミニティC・ゴメスG・ボーンS・フィンリーT・グウィン（なし） |
| 先発投手                 | 先発投手                 | 先発投手                 | 投球                     | D・コーンJ・ジラルディT・マルティ · ネスC・ノブロックS・ブロシアスD・ジーターS・スペンサーB・ウィリアムスP・オニール（なし） | 先発投手               | 先発投手               | 先発投手               | 投球                   | S・ヒッチコックJ・レイリッツW・ジョイナーQ・ベラスK・カミニティC・ゴメスG・ボーンS・フィンリーT・グウィン（なし） |
| D・コーン                | D・コーン                | D・コーン                | 右                       | D・コーンJ・ジラルディT・マルティ · ネスC・ノブロックS・ブロシアスD・ジーターS・スペンサーB・ウィリアムスP・オニール（なし） | S・ヒッチコック        | S・ヒッチコック        | S・ヒッチコック        | 左                     | S・ヒッチコックJ・レイリッツW・ジョイナーQ・ベラスK・カミニティC・ゴメスG・ボーンS・フィンリーT・グウィン（なし） |

### 第4戦 10月21日
- クアルコム・スタジアム（カリフォルニア州サンディエゴ）

|                          | 1 | 2 | 3 | 4 | 5 | 6 | 7 | 8 | 9 | R | H | E |
| ------------------------ | - | - | - | - | - | - | - | - | - | - | - | - |
| ニューヨーク・ヤンキース | 0 | 0 | 0 | 0 | 0 | 1 | 0 | 2 | 0 | 3 | 9 | 0 |
| サンディエゴ・パドレス   | 0 | 0 | 0 | 0 | 0 | 0 | 0 | 0 | 0 | 0 | 7 | 0 |

1. 勝利：アンディ・ペティット（1勝）
2. セーブ：マリアノ・リベラ（3S）
3. 敗戦：ケビン・ブラウン（1敗）
4. 審判
［球審］デイナ・デムス（NL）
［塁審］一塁: ティム・チダ（AL）、二塁: ジェリー・クロフォード（NL）、三塁: リッチ・ガルシア（AL）
［外審］左翼: デイル・スコット（AL）、右翼: マーク・ハーシュベック（NL）
5. 試合開始時刻: 太平洋夏時間（UTC-7）午後5時20分  試合時間: 2時間58分  観客: 6万5427人  気温: 71°F（21.7°C）
詳細: MLB.com Gameday / Baseball-Reference.com

| ニューヨーク・ヤンキース | ニューヨーク・ヤンキース | ニューヨーク・ヤンキース | ニューヨーク・ヤンキース | ニューヨーク・ヤンキース | サンディエゴ・パドレス | サンディエゴ・パドレス | サンディエゴ・パドレス | サンディエゴ・パドレス | サンディエゴ・パドレス                                                                                      |
| ------------------------ | ------------------------ | ------------------------ | ------------------------ | --- | ---------------------- | ---------------------- | ---------------------- | ---------------------- | --- |
| 打順                     | 守備                     | 選手                     | 打席                     | A・ペティットJ・ジラルディT・マルティ · ネスC・ノブロックS・ブロシアスD・ジーターR・レディB・ウィリアムスP・オニール（なし） | 打順                   | 守備                   | 選手                   | 打席                   | K・ブラウンC・ヘルナンデスJ・レイリッツQ・ベラスK・カミニティC・ゴメスG・ボーンR・リベラT・グウィン（なし） |
| 1                        | 二                       | C・ノブロック            | 右                       | A・ペティットJ・ジラルディT・マルティ · ネスC・ノブロックS・ブロシアスD・ジーターR・レディB・ウィリアムスP・オニール（なし） | 1                      | 二                     | Q・ベラス              | 両                     | K・ブラウンC・ヘルナンデスJ・レイリッツQ・ベラスK・カミニティC・ゴメスG・ボーンR・リベラT・グウィン（なし） |
| 2                        | 遊                       | D・ジーター              | 右                       | A・ペティットJ・ジラルディT・マルティ · ネスC・ノブロックS・ブロシアスD・ジーターR・レディB・ウィリアムスP・オニール（なし） | 2                      | 右                     | T・グウィン            | 左                     | K・ブラウンC・ヘルナンデスJ・レイリッツQ・ベラスK・カミニティC・ゴメスG・ボーンR・リベラT・グウィン（なし） |
| 3                        | 右                       | P・オニール              | 左                       | A・ペティットJ・ジラルディT・マルティ · ネスC・ノブロックS・ブロシアスD・ジーターR・レディB・ウィリアムスP・オニール（なし） | 3                      | 左                     | G・ボーン              | 右                     | K・ブラウンC・ヘルナンデスJ・レイリッツQ・ベラスK・カミニティC・ゴメスG・ボーンR・リベラT・グウィン（なし） |
| 4                        | 中                       | B・ウィリアムス          | 両                       | A・ペティットJ・ジラルディT・マルティ · ネスC・ノブロックS・ブロシアスD・ジーターR・レディB・ウィリアムスP・オニール（なし） | 4                      | 三                     | K・カミニティ          | 両                     | K・ブラウンC・ヘルナンデスJ・レイリッツQ・ベラスK・カミニティC・ゴメスG・ボーンR・リベラT・グウィン（なし） |
| 5                        | 一                       | T・マルティネス          | 左                       | A・ペティットJ・ジラルディT・マルティ · ネスC・ノブロックS・ブロシアスD・ジーターR・レディB・ウィリアムスP・オニール（なし） | 5                      | 一                     | J・レイリッツ          | 右                     | K・ブラウンC・ヘルナンデスJ・レイリッツQ・ベラスK・カミニティC・ゴメスG・ボーンR・リベラT・グウィン（なし） |
| 6                        | 三                       | S・ブロシアス            | 右                       | A・ペティットJ・ジラルディT・マルティ · ネスC・ノブロックS・ブロシアスD・ジーターR・レディB・ウィリアムスP・オニール（なし） | 6                      | 中                     | R・リベラ              | 右                     | K・ブラウンC・ヘルナンデスJ・レイリッツQ・ベラスK・カミニティC・ゴメスG・ボーンR・リベラT・グウィン（なし） |
| 7                        | 左                       | R・レディ                | 左                       | A・ペティットJ・ジラルディT・マルティ · ネスC・ノブロックS・ブロシアスD・ジーターR・レディB・ウィリアムスP・オニール（なし） | 7                      | 捕                     | C・ヘルナンデス        | 右                     | K・ブラウンC・ヘルナンデスJ・レイリッツQ・ベラスK・カミニティC・ゴメスG・ボーンR・リベラT・グウィン（なし） |
| 8                        | 捕                       | J・ジラルディ            | 右                       | A・ペティットJ・ジラルディT・マルティ · ネスC・ノブロックS・ブロシアスD・ジーターR・レディB・ウィリアムスP・オニール（なし） | 8                      | 遊                     | C・ゴメス              | 右                     | K・ブラウンC・ヘルナンデスJ・レイリッツQ・ベラスK・カミニティC・ゴメスG・ボーンR・リベラT・グウィン（なし） |
| 9                        | 投                       | A・ペティット            | 左                       | A・ペティットJ・ジラルディT・マルティ · ネスC・ノブロックS・ブロシアスD・ジーターR・レディB・ウィリアムスP・オニール（なし） | 9                      | 投                     | K・ブラウン            | 右                     | K・ブラウンC・ヘルナンデスJ・レイリッツQ・ベラスK・カミニティC・ゴメスG・ボーンR・リベラT・グウィン（なし） |
| 先発投手                 | 先発投手                 | 先発投手                 | 投球                     | A・ペティットJ・ジラルディT・マルティ · ネスC・ノブロックS・ブロシアスD・ジーターR・レディB・ウィリアムスP・オニール（なし） | 先発投手               | 先発投手               | 先発投手               | 投球                   | K・ブラウンC・ヘルナンデスJ・レイリッツQ・ベラスK・カミニティC・ゴメスG・ボーンR・リベラT・グウィン（なし） |
| A・ペティット            | A・ペティット            | A・ペティット            | 左                       | A・ペティットJ・ジラルディT・マルティ · ネスC・ノブロックS・ブロシアスD・ジーターR・レディB・ウィリアムスP・オニール（なし） | K・ブラウン            | K・ブラウン            | K・ブラウン            | 右                     | K・ブラウンC・ヘルナンデスJ・レイリッツQ・ベラスK・カミニティC・ゴメスG・ボーンR・リベラT・グウィン（なし） |